# Philipp Hosiner
Philipp Hosiner (* 15. Mai 1989 in Eisenstadt) ist ein österreichischer Fußballspieler. Er ist ehemaliger österreichischer Nationalspieler.

## Karriere

### Jugend
Philipp Hosiner hatte seine Karriere beim SC Eisenstadt begonnen, ehe er 2001 zum SV St. Margarethen wechselte. Später spielte er für die AKA Burgenland und ging 2006 in die Jugendabteilung des TSV 1860 München. 2007 gewann er mit dessen A-Junioren den DFB-Junioren-Vereinspokal, wobei er in der 90. Minute den entscheidenden Treffer beim 2:1-Finalsieg gegen den VfL Wolfsburg erzielte. 2008 wurde er Teil der Zweiten Mannschaft, für die er in der Regionalliga Süd zwölf Tore erzielte und acht weitere vorbereitete, womit er der Topscorer seines Teams war.

### SV Sandhausen
Daraufhin wechselte er in die 3. Liga zum SV Sandhausen, bei dem er am 29. Juli 2009 sein Profidebüt gab, als er im ersten Heimspiel der Saison 2009/10 gegen den FC Carl Zeiss Jena in der 77. Minute für Julian Schauerte eingewechselt wurde. Auch im weiteren Verlauf der Spielzeit kam er fast ausschließlich von der Bank aufs Feld. In seinen 20 Partien wurde er 15-mal ein- und viermal – nach Beginn in der Startformation – ausgewechselt. Einmal kam er über die kompletten 90 Minuten zum Einsatz, nämlich beim 2:2 im Heimspiel am 17. Spieltag gegen Werder Bremen II. In diesem Spiel schoss er auch sein einziges Saisontor mit dem Treffer zum 1:1. Mit den Sandhausenern belegte er nach starkem Start, als man regelmäßig auf einem Aufstiegsplatz gestanden hatte, am Ende Platz 14. Daneben wurde er immer wieder in der zweiten Mannschaft in der siebtklassigen Landesliga Rhein-Neckar eingesetzt, mit der er in die Verbandsliga aufstieg und den BFV-Hoepfner-Cup gewann. Im Finale trat man ausschließlich mit Profis an und sicherte so für das erste Team die Teilnahme am DFB-Pokal 2010/11.

### Rückkehr nach Österreich
Zur Spielzeit 2010/11 verpflichtete der österreichische Verein First Vienna FC Hosiner. Nach einer Saison, die der Stürmer mit 13 Saisontoren abschloss, wechselte er im Juni 2011 zum Bundesliga-Aufsteiger FC Trenkwalder Admira. Am 31. August 2012 verpflichtete ihn der FK Austria Wien; Hosiner unterschrieb bei dem Verein einen bis 2015 laufenden Vertrag. Am 13./14. Spieltag der Saison 2012/13 erzielte er in zwei aufeinanderfolgenden Spielen jeweils drei Treffer. Am Ende der Saison 2012/13 wurde Hosiner mit der Austria Österreichischer Meister und mit 32 Toren Torschützenkönig der Liga. Er wurde von den Trainern und Managern der österreichischen Fußball-Bundesliga zum besten Spieler der Saison 2012/13 gewählt.

### Wechsel nach Frankreich
Durch seine hohe Torquote weckte Hosiner das Interesse bei Vereinen außerhalb Österreichs. So kam es, dass er im Sommer 2014 vom französischen Erstligisten Stade Rennes verpflichtet wurde.

### Tumor-Operation und Wechsel zum 1. FC Köln
Im Jänner 2015 wurde beim Medizincheck beim 1. FC Köln, mit dem er sich über einen Wechsel einig war, ein zwei Kilogramm schwerer Tumor an Hosiners linker Niere entdeckt, der sich bereits seit fünf Jahren angesiedelt hatte. Anfang Februar wurde er erfolgreich operiert, elf Wochen nach der Operation spielte er Anfang Mai 2015 das erste Mal in der Reserve von Stades Rennes. Hosiner wechselte schließlich zur Saison 2015/16 auf Leihbasis zum 1. FC Köln. In seinem ersten Bundesligaspiel am 29. August 2015 (3. Spieltag) erzielte er beim 2:1-Sieg im Heimspiel gegen den Hamburger SV mit dem Treffer zum 1:1 in der 76. Minute auch sein erstes Tor. Am 24. März 2016 bestritt er während einer Länderspielpause sein erstes Pflichtspiel in der Regionalliga für die zweite Mannschaft des 1. FC Köln gegen den FC Kray, um der Mannschaft im Abstiegskampf zu helfen und Spielpraxis zu sammeln. Das Spiel wurde 4:2 gewonnen, wobei Hosiner das 2:1 für seine Mannschaft erzielte.

### Hosiner bei Union Berlin
Zur Saison 2016/17 kehrte Hosiner nicht nach Rennes zurück, sondern wechselte in die 2. Bundesliga zum 1. FC Union Berlin, bei dem er einen bis zum 30. Juni 2019 datierten Vertrag erhielt.

### Erneute Rückkehr nach Österreich
Zur Saison 2018/19 kehrte Hosiner nach Österreich zurück, wo er sich dem SK Sturm Graz anschloss, bei dem er einen bis Juni 2021 laufenden Vertrag erhielt. In seiner ersten Saison bei Sturm kam er zu 14 Bundesligaeinsätzen, in denen er drei Tore erzielte.

### Stationen fünf, sechs und sieben in Deutschland
Im September 2019 wechselte Hosiner wieder nach Deutschland, wo er sich dem Drittligaaufsteiger Chemnitzer FC anschloss. Zwischen dem 20. und dem 23. Spieltag erzielte der Österreicher jeweils zwei Tore pro Spiel, was vor ihm noch keinem anderen Drittligaspieler gelungen war. Bis Saisonende kam Hosiner auf 19 Treffer in 28 Spielen, mit Chemnitz stieg er allerdings nach nur einer Saison wieder aus der 3. Liga ab.
Zur Saison 2020/21 wechselte er zum Drittligisten Dynamo Dresden, bei dem er einen bis Juni 2022 laufenden Vertrag erhielt. Mit Dresden stieg Hosiner zu Saisonende in die 2. Bundesliga auf, mit zehn Toren in 34 Drittligaeinsätzen trug er einen großen Teil zum Aufstieg bei, er war mannschaftsintern hinter Christoph Daferner (zwölf Tore) der zweitbeste Torschütze der Dresdner. In der 2. Bundesliga verlor er jedoch schnell seinen Platz in der Mannschaft und stand bis zur Winterpause nur noch einmal in der Startelf, ab Mitte November 2021 gehörte er gar nie mehr dem Spieltagskader an.
Hosiner verließ Dynamo im Jänner 2022 und wechselte zum Regionalligisten Kickers Offenbach. Der bis Juni 2024 laufende Vertrag wurde nach Ende der Saison 2022/23 aufgelöst.

#### Rückkehr nach Favoriten
Zur Saison 2023/24 kehrte Hosiner daraufhin zu Austria Wien zurück, wo er seine erfolgreichste Zeit hatte. Der mittlerweile 34-Jährige schloss sich bei den Veilchen dem Regionalligateam der Favoritner an. In seiner ersten Spielzeit kam er zu 29 Einsätzen, in denen er 14 Tore erzielte. In der Saison 2024/25 schoss er 21 Tore in 28 Ostligaeinsätzen, mit den Young Violets stieg er als Vizemeister in die 2. Liga auf.

### Nationalmannschaft
Für die österreichischen Nachwuchsnationalmannschaften spielte Hosiner regelmäßig. Für die letzten beiden EM-Qualifikationsspiele im Herbst 2011 wurde der Stürmer von Interimsteamchef Willibald Ruttensteiner erstmals in die A-Nationalmannschaft berufen und absolvierte sein Debüt am 7. Oktober 2011 im Spiel in Baku gegen Aserbaidschan.
Am 29. Jänner 2013 wurde Hosiner von Teamchef Marcel Koller in die österreichische Nationalmannschaft einberufen; am 22. März 2013 beim 6:0-Sieg gegen die Färöer erzielte er seine einzigen beiden Tore.

## Privates
Hosiners Cousin Patrick Schmidt ist ebenfalls Fußballspieler.

## Erfolge
- 2007: DFB-Junioren-Vereinspokalsieger mit der A-Jugend des TSV 1860 München
- 2010: Aufstieg in die Verbandsliga mit dem SV Sandhausen II
- 2010: BFV-Hoepfner-Cup-Gewinner mit dem SV Sandhausen II
- 2013: Österreichischer Meister mit Austria Wien
- 2013: Torschützenkönig der österreichischen Bundesliga mit 32 Toren
- 2022: Hessenpokalsieger mit Kickers Offenbach